# Leptasterias floccosa
Leptasterias floccosa är en sjöstjärneart som först beskrevs av Levinsen 1887.  Leptasterias floccosa ingår i släktet Leptasterias och familjen trollsjöstjärnor.
Artens utbredningsområde är Grönland. Utöver nominatformen finns också underarten L. f. crassa.